# Rovnè (Wielka Fatra)
Rovnè – dolina będąca najwyższą częścią Dedošovej doliny w Wielkiej Fatrze na Słowacji. Jej zachodnią granicę tworzy północny grzbiet szczytu Kráľova skala, południową grzbiet Krížnej zwany Veľky Rigeľ, wschodnią odcinek głównego grzbietu Wielkiej Fatry od Križnej po Frčkov, północną grzbiet Frčkova.
Górna część Klinčeky jest trawiasta. Są to pasterskie hale. Dolną część dolinki porasta las. Dnem dolnej części doliny spływa Gaderský potok.